# آلن داد
آلن داد (انگلیسی: Alan Dodd؛ زادهٔ ۲۰ سپتامبر ۱۹۵۳) بازیکن فوتبال اهل بریتانیا است.
از باشگاه‌هایی که در آن بازی کرده‌است می‌توان به باشگاه فوتبال استوک سیتی، باشگاه فوتبال الفسبورگ، باشگاه فوتبال روستر، باشگاه فوتبال کورک سیتی، باشگاه فوتبال ولورهمپتون واندررز، و باشگاه فوتبال پورت ویل اشاره کرد.
وی همچنین در تیم ملی فوتبال زیر ۲۱ سال انگلستان بازی کرده‌است.